# Glaucomastix
Glaucomastix is een geslacht van hagedissen uit de familie tejuhagedissen (Teiidae).

## Naamgeving en indeling
De wetenschappelijke geslachtsnaam Glaucomastix betekent vrij vertaald 'blauwgroene zweep'; γλαυκός (glaukos) = groenblauw en μάστιξ (mastix) = zweep. De naam slaat op de groene staart van de dieren.
De groep werd voor het eerst wetenschappelijk beschreven door een groep van biologen: Noemí Goicoechea, Darrel R. Frost, Ignacio De la Riva, Katia C. M. Pellegrino, Jack Sites Jr, Miguel T. Rodrigues en José M. Padial in 2016. Er zijn vier verschillende soorten die allemaal zijn beschreven tussen 2000 en 2011 zodat ze in veel literatuur nog niet worden vermeld.
Alle soorten behoorden oorspronkelijk tot het geslacht renhagedissen (Cnemidophorus) en later tot het geslacht Ameivula. Hierdoor zijn ook nog eens verschillende combinaties van geslachts- en soortnamen in omloop.

## Uiterlijke kenmerken
Alle soorten zijn te onderscheiden van de sterk verwante soorten uit het geslacht Ameivula door de blauwgroene kleur van de staart, die bij de Ameivula- soorten ontbreekt. Ook hebben de soorten uit het geslacht Glaucomastix een lichtere streep op het midden van de bovenzijde van het lichaam.
Bij alle soorten ontbreken preanale sporen die bij verwante groepen wel voorkomen. Het aantal femorale poriën komt niet boven de veertig.

## Verspreidingsgebied en habitat
Alle soorten komen voor in delen van Zuid-Amerika en leven endemisch in Brazilië. De habitat bestaat uit bossen waar de hagedissen in de strooisellaag leven, het zijn zonder uitzondering bodembewoners.

## Soortenlijst
| Soorten uit het geslacht Glaucomastix | Soorten uit het geslacht Glaucomastix                     | Soorten uit het geslacht Glaucomastix |
| ------------------------------------- | --------------------------------------------------------- | ------------------------------------- |
| Naam                                  | Auteur                                                    | Verspreidingsgebied                   |
| Glaucomastix abaetensis               | Reis Dias, Rocha & Vrcibradic, 2002                       | Brazilië (noordelijk Bahia)           |
| Glaucomastix cyanura                  | Arias, De Carvalho, Rodrigues & Zaher, 2011               | Brazilië (Bahia)                      |
| Glaucomastix littoralis               | Rocha, Bamberg Araújo, Vrcibradic & Mamede da Costa, 2000 | Brazilië (Rio de Janeiro)             |
| Glaucomastix venetacauda              | Arias, De Carvalho, Rodrigues & Zaher, 2011               | Brazilië (Piauí)                      |

Ameiva · 
Ameivula · 
Aspidoscelis · 
Aurivela · 
Callopistes · 
Cnemidophorus · 
Contomastix · 
Crocodilurus · 
Dicrodon · 
Dracaena · 
Glaucomastix · 
Holcosus · 
Kentropyx · 
Medopheos · 
Pholidoscelis · 
Salvator · 
Teius · 
Tupinambis